# Terminal Jardim Britânia
La Terminal Jardim Britânia es una terminal de ómnibus de la ciudad de São Paulo. Ubicada en la región noroeste de la ciudad en el barrio de Perus, en la calle Pierre Renoir s/nº - Jardim Britânia. Siendo atendida por 1 línea y 2 más de pasaje, siendo una de ellas, la 8014/10 que actúa como circular en la región de Perus, interconectando las dos partes del barrio, antes y después de la Rodovia Anhanguera, la cual divide al medio al distrito, es la terminal más chica de São Paulo. Originalmente, la Terminal Jardim Britânia, sería la auxiliar de la proyectada Terminal Perus, que aún no salió del papel. Sin la inauguración de la Terminal Perus, que sería la principal, Jardim Britânia se encuentra sin mucha utilidad, entre medio de la amplitud de territorio de la Rodovia Anhanguera.

## En operación
| Línea | Prefijo | Destino |
| ----- | ------- | ------- |
| 8013  | 21      | Lapa    |

## Líneas de pasaje
| Línea | Prefijo | Terminal Primaria        | Terminal Secundária        |
| ----- | ------- | ------------------------ | -------------------------- |
| 8013  | 10      | Morro Doce               | Lapa via Rodovia Anhagüera |
| 8014  | 10      | Perus via Estr. de Perus | Morro Doce                 |

- Datos: Q9086190